# Prix de l'Académie d'architecture de France
L'Académie d'architecture de France décerne différentes médailles pour récompenser la carrière ou l'œuvre d'architectes ou d'urbanistes français ou étrangers.

## Médaille d'or
La Grande Médaille d’or de l'Académie d’architecture est décernée à une personnalité, française ou étrangère, qui a hautement honoré ou servi l’architecture. Elle n'est pas systématiquement décernée chaque année.
- 1973 : Kenzo Tange (Japon)
- 1991 : Norman Foster (Royaume-Uni)
- 1994 : Henri Gaudin (France)
- 1997 : Imre Makovecz (Hongrie)
- 1997 : Thomas Herzog (Allemagne)
- 1999 : Jean Nouvel (France)
- 2000 : Gonçalo Byrne (Portugal)
- 2001 : Steven Holl (États Unis)
- 2004 : Shigeru Ban (Japon)
- 2006 : Kazuyo Sejima (Japon)
- 2007 : Kristian Gullichsen (Finlande)
- 2008 : Jacques Herzog et Pierre de Meuron (Suisse)
- 2009 : Alvaro Siza Vieira (Portugal)
- 2010 : Dominique Perrault (France)
- 2011 : Wang Shu (Chine)
- 2012 : Henri Ciriani (France, Pérou)
- 2013 : Shigeru Ban (Japon)
- 2015 : RCR Arquitectes (Espagne)
- 2016 : Anne Lacaton et Jean-Philippe Vassal (France)
- 2017 : Bjarke Ingels (Danemark)
- 2018 : Marc Barani (France)
- 2020 : Corinne Vezzoni (France)
- 2021 : Marina Tabassum (Bangladesh)
- 2022 : Dominique Coulon (France)[1]
- 2024 : Salima Naji (Maroc)[2]

## Médaille d'honneur de l'Académie d'architecture
Médaille attribuée « à un architecte français qu’une carrière de talent et d'honorabilité aura désigné pour cette haute distinction ».

## Médaille de l'urbanisme ou de l'aménagement urbain
Elle récompense une conception ou une réalisation régionale ou urbaine dans le respect du patrimoine national et d'une esthétique liée au site, soit à un urbaniste, soit à une personnalité représentant une collectivité publique ou privée, à laquelle est due l'idée directrice du projet d’urbanisme.

## Autres prix et médailles
L'Académie décerne également une trentaine d'autres médailles dans des domaines ou des réalisations particulières.
Elle décerne chaque année depuis 1996 le Prix du Livre d'architecture.
Elle distingue tous les deux ans depuis 1997 le Prix de la Recherche et de la thèse de doctorat en Architecture.